# 平田町 (芦屋市)
平田町（ひらたちょう）は、兵庫県芦屋市の町名。郵便番号659-0074。

## 地理
芦屋市西南部、芦屋川右岸河口部に位置する。南は大阪湾に面し、北で平田北町、北東の河川上の一点で精道町、東で芦屋川を跨いで浜芦屋町・松浜町・緑町、南東の海上の一点で潮見町、西で神戸市東灘区深江南町と接する。

### 地価
住宅地の地価は2015年（平成27年）1月1日の公示地価によれば平田町3-10の地点で27万5000円/m2となっている。

## 歴史
- 1968年（昭和43年） 5月1日 - 従来の町域（芦屋川西岸から神戸市東灘区との境界線までの阪神以南全域）のうち、国道43号以北を平田北町（- きたちょう）として分離し、同時に住居表示を実施[6]。

## 世帯数と人口
2022年（令和4年）2月1日現在の世帯数と人口は以下の通りである。
| 丁目   | 世帯数  | 人口    |
| ------ | ------- | ------- |
| 平田町 | 540世帯 | 1,087人 |

## 小・中学校の学区
市立小・中学校に通う場合、学区は以下の通りとなる。
| 番地 | 小学校             | 中学校             |
| ---- | ------------------ | ------------------ |
| 全域 | 芦屋市立精道小学校 | 芦屋市立精道中学校 |

## 文化
田中康夫の短編「芦屋市平田町」の舞台となった。俳人高浜虚子の孫で俳人の稲畑汀子（俳句結社「ホトトギス」主宰）が邸宅の一角に虚子記念文学館を開設している。

## 出身・ゆかりのある人物
- 秋田三一（神戸近海汽船代表取締役）
- 八馬理（西宮酒造社長） - 八馬財閥当主で、八馬汽船相談役八馬兼介の二男。
- 八馬眞治（多聞酒造代表）[8] - 八馬兼介の弟。
- 八馬安二良（八馬汽船社長） - 八馬兼介の弟。

## 交通

### 道路
- 阪神高速3号神戸線

## 施設
- 虚子記念文学館